# Ruschia laxipetala
Ruschia laxipetala är en isörtsväxtart som beskrevs av L. Bol. Ruschia laxipetala ingår i släktet Ruschia och familjen isörtsväxter. Inga underarter finns listade i Catalogue of Life.